# Kovaç
Kovaç – wieś położona w północnej części Albanii w gminie Tropojë. Wieś znajduje się 134 kilometrów od stolicy państwa, Tirany.

## Demografia
Według spisu ludności z 1989 roku we wsi Kovaç mieszkało 532 mieszkańców.